# Oswald Panagl
Oswald Panagl (* 8. November 1939 in Mauer bei Wien) ist ein österreichischer Sprach- und Literaturwissenschafter sowie  klassischer Philologe und Musikwissenschaftler.

## Leben und Werk
Panagl absolvierte das Humanistische Gymnasium im XIII. Wiener Gemeindebezirk. Anschließend studierte er Klassische Philologie, Indogermanistik, Orientalistik und Germanistik an der Universität Wien. Außerdem studierte er Gesang an der Wiener Musikhochschule. Beide Studien schloss er erfolgreich ab.
1976 wurde Panagl habilitiert. An der Universität München lehrte er Germanistische Linguistik, seit 1979 Allgemeine und Vergleichende Sprachwissenschaft an der Universität Salzburg. Nach seiner Emeritierung war er Gastdozent an der Musikuniversität Mozarteum. Stetig wirkte Panagl auch an verschiedenen Bühnen als Musikdramaturg, darunter dem Salzburger Landestheater, den Salzburger Festspielen, der Wiener Staatsoper und Volksoper sowie den Bayreuther Festspielen.
Zu Panagls Forschungsgebieten gehören weiters die Mykenologie sowie Fachgebiete hauptsächlich der Historischen Sprachwissenschaft wie Etymologie, Bedeutungswandel, Historische Wortbildung, Historische Grammatik der indogermanischen Sprachen (bes. Griechisch, Lateinisch, Germanische Sprachen, Sanskrit, Baltische Sprachen), Historische Syntax und Stilistik, aber auch Themengebiete wie Sprache und Musik sowie Opern- und Librettoforschung.
Panagl ist Korrespondierendes Mitglied der Österreichischen Akademie der Wissenschaften. Zu seinen aktuellen Projektarbeiten gehören eine Monographie über Richard Strauss sowie eine Untersuchung über politische Begriffe in der spätrömischen Republik.

## Publikationen (Auswahl)
Sprachwissenschaft
- mit Stefan Hiller: Die frühgriechischen Texte aus mykenischer Zeit. Zur Erforschung der Linear B-Tafeln. Darmstadt 1976. 2. Auflage 1986.
- mit Robert Kriechbaumer: Stachel wider den Zeitgeist. Politisches Kabarett, Flüsterwitz und Subversive Textsorten. Wien 2004.
- mit Ruth Wodak: Text und Kontext. Theoriemodelle und methodische Verfahren im transdisziplinären Vergleich. Würzburg 2004.
- mit Sigrid Deger-Jalkotzy: Die neuen Linear B-Texte aus Theben. Ihr Aufschlusswert für die mykenische Sprache und Kultur.  Wien 2006.
- mit Wolfgang Dressler: Poetische Lizenzen. Wien 2008.
- mit Peter Gerlich: Wörterbuch der politischen Sprache in Österreich. Wien 2008.

Musiktheater
- mit Fritz Schweiger: Die Fledermaus. Die wahre Geschichte einer Operette. Wien 1999.
- mit Ulrich Müller: Ring und Gral. Würzburg 2002.
- mit Günter Brosche: Richard Strauss-Jahrbuch. Schneider, Tutzing (bis 2014), Hollitzer Verlag, Wien (ab 2015). Jahrbuch der Internationalen Richard Strauss-Gesellschaft in Wien.
- mit Matthew Werley: Richard Strauss-Jahrbuch. Hollitzer Verlag, Wien (ab 2017 – laufend). Jahrbuch der Internationalen Richard Strauss-Gesellschaft. ISSN 2190-0248.
- Im Zeichen der Moderne. Musiktheater zwischen Fin de Siècle und Avantgarde. Hollitzer Verlag, Wien 2020, ISBN 978-3-99012-902-9.